# An Hồng
An Hồng  là một phường thuộc quận Hồng Bàng, thành phố Hải Phòng, Việt Nam.

## Địa lý
Phường An Hồng nằm ở phía tây bắc quận Hồng Bàng có vị trí địa lý:
- Phía đông giáp thành phố Thủy Nguyên
- Phía tây giáp phường An Hưng
- Phía nam giáp phường Quán Toan
- Phía bắc giáp phường Đại Bản.

Phường An Hồng có diện tích 8,31 km², dân số năm 2023 là 15.381 người, mật độ dân số đạt 1.850 người/km².

## Hành chính
Phường An Hồng được chia thành 9 tổ dân phố: Khánh Thịnh, Lê Lác 1, Lê Lác 2, Lê Sáng, Ngô Hùng, Ngô Yến, Phạm Dùng, Tất Xứng, Thuần Tỵ.

## Lịch sử
Trước thế kỷ X, địa bàn xã An Hồng thuộc huyện Kê Từ, quận Giao Chỉ.
Thời Trần, địa bàn xã An Hồng thuộc lộ Hải Đông.
Đầu thế kỷ thứ XV, địa bàn xã An Hồng thuộc tổng Song Mai, huyện Thủy Đường, phủ Kinh Môn, trấn (tỉnh) Hải Dương.
Sau năm 1945, thành lập xã Công Trứ
trên cơ sở 2 làng thuộc huyện An Dương.
Đầu năm 1950, thành lập xã Hồng Hưng trên cơ sở xã Công Trứ và xã An Hưng.
Năm 1956, chia xã Hồng Hưng thành xã An Hồng và xã An Hưng.
Ngày 7 tháng 4 năm 1966, Chính phủ ban hành Quyết định số 67-CP về việc thành lập huyện An Hải trên cơ sở huyện An Dương và huyện Hải An. Khi đó, xã An Hồng thuộc huyện An Hải.
Ngày 20 tháng 12 năm 2002, Chính phủ ban hành Nghị định số 106/2002/NĐ-CP về việc chuyển xã An Hồng thuộc huyện An Hải về huyện An Dương mới đổi tên quản lý.
Năm 2023, xã An Hồng có 9 thôn: Lê Lác 1, Lê Lác 2, Thuần Tỵ, Phạm Dùng, Ngô Hùng, Ngô Yến, Khánh Thịnh, Lê Sáng, Tất Xứng.
Ngày 24 tháng 10 năm 2024, Ủy ban Thường vụ Quốc hội ban hành Nghị quyết số 1232/NQ-UBTVQH15 về việc sắp xếp đơn vị hành chính cấp huyện, cấp xã của thành phố Hải Phòng giai đoạn 2023 – 2025 (nghị quyết có hiệu lực từ ngày 1 tháng 1 năm 2025). Theo đó:
- Sáp nhập xã An Hồng thuộc huyện An Dương vào quận Hồng Bàng.
- Thành lập phường An Hồng thuộc quận Hồng Bàng trên cơ sở toàn bộ 8,31 km² diện tích tự nhiên và quy mô dân số là 15.381 người của xã An Hồng.